# Championship Tennis
Championship Tennis (Doubles Tennis pendant son développement, Super Tennis : Grand Chelem pour sa commercialisation en France) est un jeu vidéo de tennis développé par Mattel Electronics puis Nice Ideas et édité par Dextell, sorti en 1985 sur la console Intellivision.

## Système de jeu
Championship Tennis est une version améliorée de Tennis, dont il reprend une partie du code source, lui ajoutant notamment la possibilité de jouer en double, de 0 à 2 joueurs, une vue verticale du court pour une meilleure visibilité, le choix des revêtements de sol du court (modifiant la physique du jeu),. Il est le premier jeu de tennis à utiliser les noms officiels des terrains du Grand Chelem, et, selon son développeur Patrick Aubry, le premier à proposer une vue « à la verticale ».

## Développement
Le développement du jeu est d'abord confié à Ray Kaestner avec pour objectif de réaliser, à partir du code source précédemment écrit par Gavin Claypool, une version de Tennis pour le module ECS, supportant des parties en double jusqu'à 4 joueurs. Mais peu de temps après, Kaestner est assigné à au projet de suite de Master of the Universe. Doubles Tennis, comme il est nommé à l'époque, est donc transféré aux bureaux français de Mattel Electronics à Sophia Antipolis, où il est pris en charge par Patrick Aubry et John Fiddes. En janvier 1984, une première ébauche du jeu est présentée au Consumer Electronics Show, quelques jours avant la fermeture brutale de Mattel Electronics. Un accord avec Mattel laisse les droits sur le jeu à la société Nice Ideas,, dans laquelle la plupart des programmeurs de l'ancienne filiale française ont désormais pris leur indépendance. Patrick Aubry termine le jeu, dans une version non-ECS compatible avec le modèle d'Intellivision classique commercialisé en Europe.
Le titre sort en 1985, publié par Dextell, sous le titre Championship Tennis ou parfois Super Tennis : Grand Chelem. L'année suivante, INTV obtient les droits de distribution aux États-Unis,.